# Холодні душі
«Холодні душі» (іноді «Змерзлі душі», англ. Cold Souls) — комедійно-драматичний фільм 2009 року, знятий режисеркою Софі Бартез за власним сценарієм.

## Сюжет
Актор Пол Джаматті репетирує заголовну роль п'єси Антона Чехова «Дядя Ваня», проте в нього нічого не виходить: він напевно перебуває у творчій кризі. Аби припинити душевні терзання актора, один із друзів радить йому звернутися до «Сховища душ» — до компанії, яка витягує людські душі, зберігає їх і навіть може запропонувати широкий вибір нових душ, які контрабандно надходять, в основному, з Росії. Пол, який до цього моменту вже зовсім змучився, погоджується на операцію, проте без душі він стає нездатним грати в театрі. Тоді він вирішує пересадити собі душу російського поета, але його почуття настільки загострюються, що Джаматті вирішує повернути свою первісну душу. І тут з'ясовується, що вона безслідно зникла зі сховища.

## Ідея створення
У своїх інтерв'ю режисерка стрічки Софі Бартез зізнавалася, що на створення фільму її надихнув сон, у якому вона разом із Вуді Алленом стояла у черзі до медичного кабінету. У руках кожного пацієнта був слоїк із видаленою душею. Вуді Аллен обурювався, що його душа нагадує маленьку горошину. Бартез хотіла подивитися, що нагадує її душа, але прокинулася.
У режисерки одразу ж з'явилася ідея зняти фільм за мотивами цього сновидіння. Софі вирішила, що Вуді Аллена запросити їй не вдасться, тому заручилася згодою Пола Джіаматті та написала сценарій фільму спеціально для нього. Зрештою, сон обріс новими деталями, включаючи посилання на відомі зразки російської культури.
Чеховський "Дядя Ваня" та взагалі "російський слід" з'являються у фільмі невипадково, адже саме ця нація, за переконаннями західних інтелектуалів, змогла найглибше заглянути у людську душу.
Твори Чехова, Толстого, Достоєвського, педагогічний метод Станіславського здійснили істотний вплив на інтелектуальний клімат двадцятого століття і багато в чому сформували сучасні уявлення про людську природу.
Зрештою, стрічка Софі Бартез зачіпає вічну тему місця людської душі у сучасному світі. І якщо якихось триста років тому душа була таємничою трансцендентною субстанцією, то минуле століття, схоже, абсолютно знецінило її.

## Прем'єра
Прем'єра стрічки Софі Бартез "Холодні душі" відбулася 2009 року на американському кінофестивалі Санденс, де номінувалася на Великий приз журі.

## Критика
Деякі критики одразу зауважили, що "Холодні душі" мають багато спільного із картиною "Бути Джоном Малковичем" за сценарієм Чарлі Кауфмана.
Втім, єднає ці дві картини лише фабула, яка обертається навколо маніпуляцій із людською душею, що вони перетворені на прибутковий бізнес.
Проте авторський стиль Софі Бартез відрізняється від стилю Чарлі Кауфмана - молода режисерка уникає карколомних сюжетних вивертів та парадоксів, які притаманні знаменитому сценаристові. Вона, навпаки, прагне позбавити свою картину "темних місць" та незрозумілих глядачеві поворотів сюжету.
І якщо для Кауфмана слово та діалог мають другорядне значення, то для Бартез (а вона сама написала сценарій для свого фільму) важлива саме літературоцентричність. Більше того, лейтмотивом усього її фільму стає п'єса Чехова "Дядя Ваня", головного героя якої марно намагається зіграти персонаж фільму Пол Джіаматті.
Взагалі у стрічці досить багато стереотипів, які наближаються до сумнозвісної "журавлини", скажімо, у картині безперестанку лунають пісні Цоя, ніби у Петербурзі більше нічого не слухають, багато тут і російських бандитів, які немов вийшли із фільмів "про лихі 90-ті".

## У ролях
- Пол Джаматті — Пол Джаматті
- Діна Корзун — Ніна
- Емілі Вотсон — Клер
- Девід Стретейрн — доктор Флінтштейн
- Кетрін Винник — Свєта
- Лорен Емброуз — Стефані
- Борис Київський — Олег
- Оксана Лада — Саша
- Майкл Стулбарг — консультант хедж-фонду
- Сергій Колесников — Дмитро
- Борис Льоскін — костюмер
- Наталія Зверєва — блондинка